# 스무디킹 센터
스무디킹 센터(영어: Smoothie King Center)는 미국 루이지애나주 뉴올리언스에 위치한 실내 경기장이다. NBA 뉴올리언스 펠리컨스의 홈경기장으로 사용되고 있으며, 과거 ECHL 뉴올리언스 브라스의 홈경기장으로 사용했다.
| NBA 올스타전 개최 경기장 |                          |                    |
| 2007년                   | 2008년 뉴올리언스 아레나 | 2009년             |
| 토머스 & 맥 센터         | 2008년 뉴올리언스 아레나 | US 에어웨이스 센터 |
|                          |                          |                    |
|                          |                          |                    |

| NBA 올스타전 개최 경기장 |                      |                    |
| 2013년                   | 2014년 스무디킹 센터 | 2015년             |
| 도요타 센터              | 2014년 스무디킹 센터 | 매디슨 스퀘어 가든 |
|                          |                      |                    |
|                          |                      |                    |

| NBA 올스타전 개최 경기장 |                      |                 |
| 2016년                   | 2017년 스무디킹 센터 | 2018년          |
| 에어 캐나다 센터         | 2017년 스무디킹 센터 | 스테이플스 센터 |
|                          |                      |                 |
|                          |                      |                 |